# Relazione di Kramers-Kronig
In matematica ed in fisica, la relazione di Kramers-Kronig lega la parte reale e la parte immaginaria di una funzione analitica complessa, e prende il nome da Hendrik Anthony Kramers e da Ralph Kronig.
La relazione di Kramers-Kronig ha numerose applicazioni in fisica. Una delle principali si ha nell'ambito dello studio dei materiali dispersivi, in quanto l'indice di rifrazione espresso in funzione della lunghezza d'onda è una funzione analitica, e la sua parte reale (che descrive il fenomeno della dispersione) e la sua parte immaginaria (che descrive il fenomeno dell'assorbimento) sono legati dalla relazione di Kramers-Kronig. Questo permette di ricavare l'andamento della dispersione tramite misure di assorbimento che sono molto più facili da eseguire. In particolare la relazione di Kramers-Kronig stabilisce che l'assorbimento è inevitabile in ogni mezzo che presenti dispersione e viceversa.
La relazione di Kramers-Kronig è spesso utilizzata per mettere in relazione la parte reale e la parte immaginaria della funzione di trasferimento di un sistema causale, in quanto la causalità implica che venga soddisfatta la condizione di analiticità, e viceversa. Ad esempio, le funzioni di Green causali (ovvero le funzioni che propagano una certa grandezza rispettando il principio di causalità) sono delle funzioni complesse analitiche nel semipiano superiore e quindi la loro parte reale è legata alla loro parte immaginaria dalla relazione di Kramers-Kronig.

## Definizione
Sia {\displaystyle \chi (\omega )=\chi _{1}(\omega )+i\chi _{2}(\omega )} una funzione complessa di variabile complessa {\displaystyle \omega }, con {\displaystyle \chi _{1}(\omega )} e {\displaystyle \chi _{2}(\omega )} numeri reali. Si ponga che {\displaystyle \chi (\omega )} sia analitica nel semipiano superiore di {\displaystyle \omega } e che si annulli più velocemente di {\displaystyle 1/|\omega |} per {\displaystyle |\omega |\rightarrow \infty }.
Le relazioni di Kramers-Kronig hanno la forma:
{\displaystyle \chi _{1}(\omega )={1 \over \pi }{\mathcal {P}}\!\!\!\int \limits _{-\infty }^{\infty }{\chi _{2}(\omega ') \over \omega '-\omega }\,d\omega '}
{\displaystyle \chi _{2}(\omega )=-{1 \over \pi }{\mathcal {P}}\!\!\!\int \limits _{-\infty }^{\infty }{\chi _{1}(\omega ') \over \omega '-\omega }\,d\omega '}
dove {\displaystyle {\mathcal {P}}} denota il valore principale di Cauchy.
La parte reale ed immaginaria non sono indipendenti fra loro, e l'intera funzione si può costruire a partire da una qualsiasi di esse.

## Derivazione
Data una funzione complessa analitica (almeno in un semipiano) {\displaystyle f(x)}, si consideri la parte reale {\displaystyle f_{r}(x)}. La trasformata di Fourier di {\displaystyle f_{r}(x)} è data da:
{\displaystyle F_{r}(k)={\frac {1}{\sqrt {2\pi }}}\int _{-\infty }^{+\infty }e^{ikx}f_{r}(x)\,dx}
Dato che la funzione è analitica, la parte immaginaria di {\displaystyle f(x)} è la continuazione analitica della parte reale, e quindi:
{\displaystyle f(x)={\frac {1}{\sqrt {2\pi }}}\int _{-\infty }^{+\infty }e^{-ikx}F_{r}(k)\,dk={\frac {1}{\sqrt {2\pi }}}\int _{0}^{\infty }e^{-ikx}(1+\operatorname {sgn} k)F_{r}(k)\,dk}
La seconda uguaglianza è vera perché la trasformata di Fourier di una funzione reale è simmetrica, dove {\displaystyle \operatorname {sgn} k} vale -1 se {\displaystyle k} è negativo, +1 se è positivo e 0 se {\displaystyle k=0}. Quindi, scrivendo con {\displaystyle {\mathcal {F}}^{-1}} l'antitrasformata di Fourier, si ha:
{\displaystyle f(x)={\mathcal {F}}^{-1}[(1+\operatorname {sgn} k)F_{r}(k)]={\mathcal {F}}^{-1}[F_{r}(k)]+{\mathcal {F}}^{-1}[\operatorname {sgn} k\,F_{r}(k)]}
Sfruttando il teorema della convoluzione si può riscrivere l'ultimo termine in funzione di un prodotto di convoluzione:
{\displaystyle f(x)={\mathcal {F}}^{-1}[F_{r}(k)]+{\mathcal {F}}^{-1}[\operatorname {sgn} kF_{r}(k)]={\mathcal {F}}^{-1}[F_{r}(k)]+{\mathcal {F}}^{-1}[\operatorname {sgn}(k)]\otimes {\mathcal {F}}^{-1}[F_{r}(k)]=}
{\displaystyle ={\mathcal {F}}^{-1}[F_{r}(k)]-{\frac {i}{\pi x}}\otimes {\mathcal {F}}^{-1}[F_{r}(k)]}
e quindi si ha:
{\displaystyle f(x)=f_{r}(x)+{\frac {i}{\pi }}{\mathcal {P}}\int _{-\infty }^{+\infty }{\frac {f_{r}(z)}{z-x}}\,dz}
dove {\displaystyle {\mathcal {P}}} sta ad indicare che si deve prendere il valore principale di Cauchy dell'integrale.
Si ottiene quindi che la parte reale {\displaystyle f_{r}(x)} e la parte immaginaria {\displaystyle f_{i}(x)} della funzione {\displaystyle f(x)} sono legate da una trasformata di Hilbert:
{\displaystyle f_{i}(x)={\frac {1}{\pi }}{\mathcal {P}}\int _{-\infty }^{+\infty }{\frac {f_{r}(z)}{z-x}}\,dz}

### Derivazione attraverso il calcolo dei residui

Contorno di integrazione utilizzato nel derivare le relazioni di Kramers–Kronig.

Si possono ottenere le relazioni di Kramers-Kronig anche applicando il teorema dei residui per l'integrazione complessa. Data una funzione analitica {\displaystyle \chi (\omega ')} nel semipiano superiore, per {\displaystyle \omega } reale anche la funzione {\displaystyle \chi (\omega ')/(\omega '-\omega )} è analitica nel medesimo semipiano. Applicando il teorema dei residui:
{\displaystyle \oint {\chi (\omega ') \over \omega '-\omega }\,d\omega '=0}
che vale per ogni curva chiusa all'interno di tale regione. Si sceglie un contorno della regione di integrazione che si sovrappone all'asse reale eccetto che nel polo in {\displaystyle \omega =\omega '}, che viene circondato come mostrato in figura, e si estende per tutto il semipiano. Decomponendo l'integrale in modo da evidenziare separatamente il contributo lungo le tre parti del cammino di integrazione, la lunghezza del segmento all'infinito cresce proporzionalmente a {\displaystyle |\omega '|}, ma il suo integrale si annulla nel momento in cui {\displaystyle \chi (\omega ')} si annulla più velocemente di {\displaystyle 1/|\omega '|}. Rimangono il segmento che si sovrappone all'asse reale e la curva che circonda il polo, e pertanto l'integrale diventa:
{\displaystyle \oint {\chi (\omega ') \over \omega '-\omega }\,d\omega '={\mathcal {P}}\!\!\!\int \limits _{-\infty }^{\infty }{\chi (\omega ') \over \omega '-\omega }\,d\omega '-i\pi \chi (\omega )=0}
dove il secondo termine è ottenuto utilizzando la teoria del calcolo dei residui. Riscrivendo la precedente relazione si ottiene la forma compatta delle relazioni di Kramers–Kronig:
{\displaystyle \chi (\omega )={1 \over i\pi }{\mathcal {P}}\!\!\!\int \limits _{-\infty }^{\infty }{\chi (\omega ') \over \omega '-\omega }\,d\omega '}
dove {\displaystyle i} al denominatore si riferisce alla connessione tra le componenti reale ed immaginaria. Separando {\displaystyle \chi (\omega )} e l'equazione nelle parti reale ed immaginaria si ottiene la forma esplicita delle relazioni.

## Interpretazione fisica
In fisica, una funzione di risposta {\displaystyle \chi (t-t')} descrive il modo in cui una determinata proprietà {\displaystyle P(t)} al tempo {\displaystyle t} di un sistema fisico varia in seguito ad una forza {\displaystyle F(t')} applicata al tempo {\displaystyle t'}.
Si consideri un sistema fisico che ad una sollecitazione {\displaystyle h(t)} risponde con una funzione {\displaystyle x(t)} dipendente in generale dal valore di {\displaystyle h} sia al tempo {\displaystyle t} che ai tempi precedenti. La funzione {\displaystyle x(t)} è una somma pesata dei valori precedenti di {\displaystyle h(t')} per la funzione di risposta lineare {\displaystyle \chi (t-t')}:
{\displaystyle x(t)\approx \int _{-\infty }^{t}dt'\,\chi (t-t')h(t')}
Si tratta del primo termine dell'espansione in serie di Volterra. La funzione di risposta è una funzione nulla per {\displaystyle t<t'}, dal momento che si tratta di un tempo precedente l'applicazione della forza. Si può mostrare, attraverso il teorema di Titchmarsh, che tale condizione di tipo causale implica che la trasformata di Fourier {\displaystyle \chi (\omega )} sia una funzione analitica nel semipiano superiore del piano complesso.
Se si sottopone il sistema ad una forza oscillante nel tempo ad una frequenza molto superiore alla più alta frequenza di risonanza, la risposta del sistema non ha il tempo necessario per manifestarsi prima che la forza abbia cambiato significativamente direzione. Come conseguenza, {\displaystyle \chi (\omega )} si annulla al crescere di {\displaystyle \omega }. Per descrivere tale fenomeno si applica il formalismo di Kramers–Kronig alla funzione {\displaystyle \chi (\omega )}.
L'energia dissipata dal sistema è descritta attraverso lo sfasamento della parte immaginaria della funzione di risposta rispetto alla forza applicata. Le relazioni di Kramers–Kronig implicano che conoscere tale dissipazione permette di determinare la risposta in fase del sistema e che, al contrario, la conoscenza di quest'ultima consente lo studio dei fenomeni dissipativi.
In molti sistemi fisici la risposta a frequenze positive permette di conoscere la risposta a frequenze negative, in quanto {\displaystyle \chi (\omega )} è la trasformata della funzione reale {\displaystyle \chi (t-t')}, sicché {\displaystyle \chi (-\omega )=\chi ^{*}(\omega )}. Questo permette di oltrepassare la difficoltà imposta dalla valutazione degli integrali tra {\displaystyle -\infty } e {\displaystyle \infty }, che necessiterebbe della conoscenza della risposta a frequenze negative, ed implica che {\displaystyle \chi _{1}(\omega )} è una funzione pari mentre {\displaystyle \chi _{2}(\omega )} è dispari.
Si rende così possibile restringere il dominio di integrazione all'intervallo {\displaystyle [0,\infty ]}. Considerando la prima relazione, che fornisce la parte reale di {\displaystyle \chi _{1}(\omega )}, si moltiplica il numeratore ed il denominatore dell'integrando per {\displaystyle \omega '+\omega } al fine di ottenere una funzione di parità definita:
{\displaystyle \chi _{1}(\omega )={1 \over \pi }{\mathcal {P}}\!\!\!\int \limits _{-\infty }^{\infty }{\omega '\chi _{2}(\omega ') \over \omega '^{2}-\omega ^{2}}\,d\omega '+{\omega  \over \pi }{\mathcal {P}}\!\!\!\int \limits _{-\infty }^{\infty }{\chi _{2}(\omega ') \over \omega '^{2}-\omega ^{2}}\,d\omega '}
Dal momento che {\displaystyle \chi _{2}(\omega )} è una funzione dispari, il secondo integrale si annulla e si ottiene:
{\displaystyle \chi _{1}(\omega )={2 \over \pi }{\mathcal {P}}\!\!\!\int \limits _{0}^{\infty }{\omega '\chi _{2}(\omega ') \over \omega '^{2}-\omega ^{2}}\,d\omega '}
Attraverso il medesimo procedimento per la parte immaginaria si ha:
{\displaystyle \chi _{2}(\omega )=-{2 \over \pi }{\mathcal {P}}\!\!\!\int \limits _{0}^{\infty }{\omega \chi _{1}(\omega ') \over \omega '^{2}-\omega ^{2}}\,d\omega '=-{2\omega  \over \pi }{\mathcal {P}}\!\!\!\int \limits _{0}^{\infty }{\chi _{1}(\omega ') \over \omega '^{2}-\omega ^{2}}\,d\omega '}
Si sono ottenute così le relazioni di Kramers-Kronig adatte alla funzione di risposta di un sistema fisico.